# Alle har sgu da et bat
Alle har sgu da et bat er en dansk kortfilm fra 2015, der er instrueret af Ella Rasmussen.

## Handling
Jannik gør, hvad han kan for at passe ind med sine voldelige højreradikale venner. Det går meget godt, indtil han møder Jens.

## Medvirkende
- Alexander Behrang Keshtkar, Jannik
- Rasmus Ritto, Jens
- Nico Hansen, Allan
- Marius Bjerre Hansen, Niklas
- Hans Erling Sørensen, Dan
- Scott McLean, Christian
- Hervé Touré, Presset fyr